# آلبرت استوکس
آلبرت استوکس (انگلیسی: Albert Stokes; ۲۶ ژانویهٔ ۱۹۳۳ – ۲۰۱۴ (۸۰−۸۱ سال)) بازیکن فوتبال بود.
از باشگاه‌هایی که در آن بازی کرده‌است می‌توان به باشگاه فوتبال گریمزبی تاون اشاره کرد.